# Raimundas Karoblis
Raimundas Karoblis, né le 14 avril 1968, est un homme politique lituanien. Il est ministre de la Défense nationale de 2016 à 2020.